# 多角数定理
多角数定理（、英: polygonal number theorem）とは「すべての自然数は高々 m 個の m 角数の和である」という数論の定理である。
特に m = 3 の場合を（ガウスの）三角数定理、m = 4 の場合を（ラグランジュの）四平方定理という。
多角数定理は1638年にフェルマーによって定式化された。三角数定理は1796年にガウスによって、四平方定理は1772年にラグランジュによってそれぞれ証明された。一般の多角数定理の証明は1813年にコーシーによって与えられている。

## 多角数
k 番目の m 角数とは、次の公式
{\displaystyle P_{m}(k)={\frac {(m-2)k^{2}-(m-4)k}{2}}}
で与えられる数のことである。直観的には、たとえば石を、一辺に k 個ある正 m 角形の形に敷き詰めて並べることができるとき、石の総数が k 番目の m 角数になっている。
これは古代ギリシャ人たちが名づけた名前であって、素数はどのような図形にも並べることができないことから、直線数とも呼ばれていた。
例えば、三角数とは 1, 3, 6, 10, 15, … のことである。また四角数は平方数の列 1, 4, 9, 16, … に他ならない。1番目の m 角数は 1 であり、2番目の m 角数は m である。

## 精密化
N = 2m - 1 を表すには Pm(2) + (m - 1)Pm(1) とするより他にないから、m 個未満の m 角数の和では表されない自然数がある。N = 9n + 8 は二個の三角数の和で表されない（法 9 の計算で自明）から、三個未満の三角数の和で表されない自然数は無数にある。N = 8n + 7 は三個の四角数の和で表されない（法 8 の計算で自明）から、四個未満の四角数の和で表されない自然数は無数にある。しかし、五角数以上について、m 個未満の m 角数で表されない自然数は有限個である。m ≥ 6 のとき、十分に大きな自然数 N ≥ 108(m - 2) は m - 1 個の m 角数の和で表される。また、m ≥ 5 が奇数のとき、十分に大きな自然数 {\displaystyle N\geq {\tfrac {4(m-2)^{3}}{14-4{\sqrt {3}}}}} は四個の m 角数の和で表される。また、m ≥ 6 が偶数のとき、十分に大きな奇数の自然数 {\displaystyle N\geq {\tfrac {(m-2)^{3}}{14-4{\sqrt {3}}}}} は四個の m 角数の和で表される。

## 証明

### 三角数
三平方和定理により
{\displaystyle 8N+3=(2x+1)^{2}+(2y+1)^{2}+(2z+1)^{2}\,}
と表されるから
{\displaystyle N={\frac {x(x+1)}{2}}+{\frac {y(y+1)}{2}}+{\frac {z(z+1)}{2}}}
となる x, y, z が存在する。したがって、全ての自然数は高々三個の三角数の和に表される。

### 四角数
四角数の場合については、ラグランジュの四平方定理と等価である。

### 五角数以上
十分大きな N に対してのみ証明する。m ≥ 5, N ≥ 108(m - 2) とすれば
{\displaystyle {\sqrt {{\frac {8N}{m-2}}-8}}-{\sqrt {{\frac {6N}{m-2}}-3}}>3.86>{\frac {23}{6}}}
であるから
{\displaystyle 0<{\frac {1}{2}}+{\sqrt {{\frac {6N}{m-2}}-3}}<2d\pm 1<{\frac {2}{3}}+{\sqrt {{\frac {8N}{m-2}}-8}}}
となる二個の奇数 2d ± 1 が存在する。
N ≡ b + r (mod m - 2) となるように
{\displaystyle b\in \{2d\pm 1\},\ r\in \{e\in \mathbb {Z} |0\leq {e}\leq {m-4}\}}
を選び、
{\displaystyle a=2\left({\frac {N-b-r}{m-2}}\right)+b}
とする。a, b は共に奇数であるから、4a - b2 ≡ 4 - 1 ≡ 3 (mod 8) であり、三平方和定理により、
{\displaystyle 4a-b^{2}=x^{2}+y^{2}+z'^{2}\,}
となる三個の奇数 x ≥ y ≥ z′≥ 0 が存在する。b + x + y - z ≡ 0 (mod 4) となるように z = ± z′の符号を決め、
{\displaystyle w_{1}={\frac {b+x+y-z}{4}}}
{\displaystyle w_{2}=w_{1}-{\frac {y-z}{2}}={\frac {b+x-y+z}{4}}}
{\displaystyle w_{3}=w_{1}-{\frac {x-z}{2}}={\frac {b-x+y+z}{4}}}
{\displaystyle w_{4}=w_{1}-{\frac {x+y}{2}}={\frac {b-x-y-z}{4}}}
とすれば
{\displaystyle w_{1}+w_{2}+w_{3}+w_{4}=b\,}
{\displaystyle w_{1}^{2}+w_{2}^{2}+w_{3}^{2}+w_{4}^{2}={\frac {b^{2}+x^{2}+y^{2}+z^{2}}{4}}=a}
{\displaystyle {\begin{aligned}N&={\frac {(m-2)a-(m-4)b}{2}}+r\\&={\frac {(m-2)(w_{1}^{2}+w_{2}^{2}+w_{3}^{2}+w_{4}^{2})-(m-4)(w_{1}+w_{2}+w_{3}+w_{4})}{2}}+r\\&=P_{m}(w_{1})+P_{m}(w_{2})+P_{m}(w_{3})+P_{m}(w_{4})+rP_{m}(1)\end{aligned}}}
となる。ただし
{\displaystyle P_{m}(k)={\frac {(m-2)k^{2}-(m-4)k}{2}}}
とする。0 ≤ r ≤ m - 4 であるから、wn ≥ 0 であれば N ≥ 108(m - 2) が高々 m 個の m 角数で表されることになる。以下において wn ≥ 0 であることを証明する。
{\displaystyle b<{\frac {2}{3}}+{\sqrt {{\frac {8N}{m-2}}-8}}<2\left({\frac {m-4}{m-2}}\right)+{\sqrt {\frac {8N-8r}{m-2}}}=b'\qquad (\Leftarrow {m\geq 5,r\leq {m-4}})}
であるから
{\displaystyle {\begin{aligned}b^{2}-4a&=b^{2}-4\left(2\left({\frac {N-b-r}{m-2}}\right)+b\right)\\&=\left(b-2\left({\frac {m-4}{m-2}}\right)\right)^{2}-4\left({\frac {m-4}{m-2}}\right)^{2}-8\left({\frac {N-r}{m-2}}\right)\\&<\left(b-2\left({\frac {m-4}{m-2}}\right)\right)^{2}-8\left({\frac {N-r}{m-2}}\right)\\&<\left(b'-2\left({\frac {m-4}{m-2}}\right)\right)^{2}-8\left({\frac {N-r}{m-2}}\right)=0\\\end{aligned}}}
である。同時に
{\displaystyle b>{\frac {1}{2}}+{\sqrt {{\frac {6N}{m-2}}-3}}>\left({\frac {1}{2}}-{\frac {3}{m-2}}\right)+{\sqrt {{\frac {6N-6r}{m-2}}-3}}=b''\qquad (\Leftarrow {m\geq 5})}
であるから
{\displaystyle {\begin{aligned}b^{2}+2b+4-3a&=b^{2}+2b+4-3\left(2\left({\frac {N-b-r}{m-2}}\right)+b\right)\\&=\left(b-\left({\frac {1}{2}}-{\frac {3}{m-2}}\right)\right)^{2}-\left({\frac {1}{2}}-{\frac {3}{m-2}}\right)^{2}-6\left({\frac {N-r}{m-2}}\right)+4\\&>\left(b-\left({\frac {1}{2}}-{\frac {3}{m-2}}\right)\right)^{2}-6\left({\frac {N-r}{m-2}}\right)+3\\&>\left(b''-\left({\frac {1}{2}}-{\frac {3}{m-2}}\right)\right)^{2}-6\left({\frac {N-r}{m-2}}\right)+3=0\\\end{aligned}}}
である。4a - b2 = x2 + y2 + z2 を固定して x + y + z が最大となるのは x = y = z のときであるから
{\displaystyle x+y+z\leq {\sqrt {3(4a-b^{2})}}<{\sqrt {4(b^{2}+2b+4)-3b^{2}}}=b+4}
{\displaystyle b-x-y-z>-4\,}
w4 は整数であるから
{\displaystyle w_{4}={\frac {b-x-y-z}{4}}\geq 0}
x ≥ y ≥ |z| により
{\displaystyle {w_{1}}\geq {w_{2}}\geq {w_{3}}\geq {w_{4}}\geq {0}}
である。

## 平方数と三角数の和
三平方和定理により、8N + 1 は高々三個の平方数の和で表されるが、法 8 で考え、一個の奇数の平方数と二個の偶数の平方数の和であるから
{\displaystyle 8N+1=(2x+1)^{2}+(2y)^{2}+(2z)^{2}\,}
{\displaystyle N={\frac {x(x+1)}{2}}+\left({\frac {y+z}{2}}\right)^{2}+\left({\frac {y-z}{2}}\right)^{2}}
となる x, y, z が存在する。法 8 で考え、y, z は共に偶数か共に奇数である。したがって、全ての自然数は高々一個の三角数と二個の平方数の和で表される。同じく三平方和定理により、4N + 1 は高々三個の平方数の和で表されるが、法 8 で考え、一個の奇数の平方数と二個の偶数の平方数の和であるから
{\displaystyle 4N+1=(2x+1)^{2}+(2y)^{2}+(2z)^{2}\,}
{\displaystyle N={\frac {(2x+1)^{2}+(2y)^{2}+(2z)^{2}-1}{4}}={\frac {(x+y)(x+y+1)}{2}}+{\frac {(x-y)(x-y+1)}{2}}+z^{2}}
となる x, y, z が存在する。したがって、全ての自然数は高々二個の三角数と一個の平方数の和で表される。
2008年4月23日、Oh, Sunらは「すべての正整数は、平方数と奇数の平方数と三角数との和として表せる」ことを示したと発表した。

## 関連記事
- 二個の平方数の和
- 三個の平方数の和
- 四平方定理
- ウェアリングの問題